# Lobiferodesmus papuasicus
Lobiferodesmus papuasicus är en mångfotingart som beskrevs av Filippo Silvestri 1920. Lobiferodesmus papuasicus ingår i släktet Lobiferodesmus och familjen fingerdubbelfotingar. Inga underarter finns listade i Catalogue of Life.